# Тукола
Тукола (швед. Tukola) —  историческая деревня в Красногвардейском районе Санкт-Петербурга. Бывшая  финская деревня расположена в историческом районе Рублёвики.
Была расположена на правом берегу Охты, напротив современного церкви Ильи-пророка на Пороховых, в районе нынешнего завода «Электропульт». 
В эпоху шведского владычества через деревню проходил путь из Ниена в Нотебург. Согласно археологическим раскопкам, основана не позже XVI века. Обозначена на шведских картах XVII века как швед. Tukola